# Пьер де Рош
Пьер (Питер) де Рош (фр. Pierre des Roches, англ. Peter des Roches, лат. Peter de Rupibus; умер 9 июня 1238) — английский государственный деятель, епископ Уинчестера с 1205 года, главный юстициарий Англии в 1214—1215 годах, шериф графства Хэмпшир в 1217—1223 годах. Уроженец Турени, он после конфискации Филиппом II Августом английских владений во Франции перебрался ко двору английского короля Иоанна Безземельного, где и сделал карьеру, став его ближайшим советником. В 1205 году он был утверждён папой римским епископом богатой Уинчестерской епархии. В 1208—1213 годах, несмотря на наложенный папой на английское королевство интердикт, Пьер был одним из двух епископов, сохранившим верность Иоанну Безземельному. Также епископ был воспитателем юного королевского наследника — будущего короля Генриха III.
Во время Первой баронской войны Пьер также поддерживал короля. В 1214 году он был назначен на пост главного юстициария Англии, но в 1215 году был смещён с него в пользу Хьюберта де Бурга. В 1217 году Пьер был одним из военачальников в битве при Линкольне, а после окончания войны был шерифом Хэмпшира. Но позже из-за натянутых отношением с юстициарием и другими ведущими членами совета, управлявшего Англией от имени малолетнего Генриха III, Пьер фактически был отстранён от власти. Позже он принимал участие в Пятом крестовом походе, по возвращении из которого в 1231 году попытался вновь перезапустить карьеру в Англии. Ему удалось добиться отстранения от власти Хьюберта де Бурга, но весной 1233 году вспыхнуло восстание, возглавляемое Ричардом Маршалом, направленное против засилья иностранцев (в том числе и Роша) при английском дворе. Хотя восстание было неудачным, а сам Маршал погиб, но в апреле 1234 года Пьер был изгнан из английского двора. Хотя в сентябре 1236 года ему при посредничестве папы было разрешено вернуться в Англию, его здоровье было подорвано и через 18 месяцев он умер.

## Последние годы

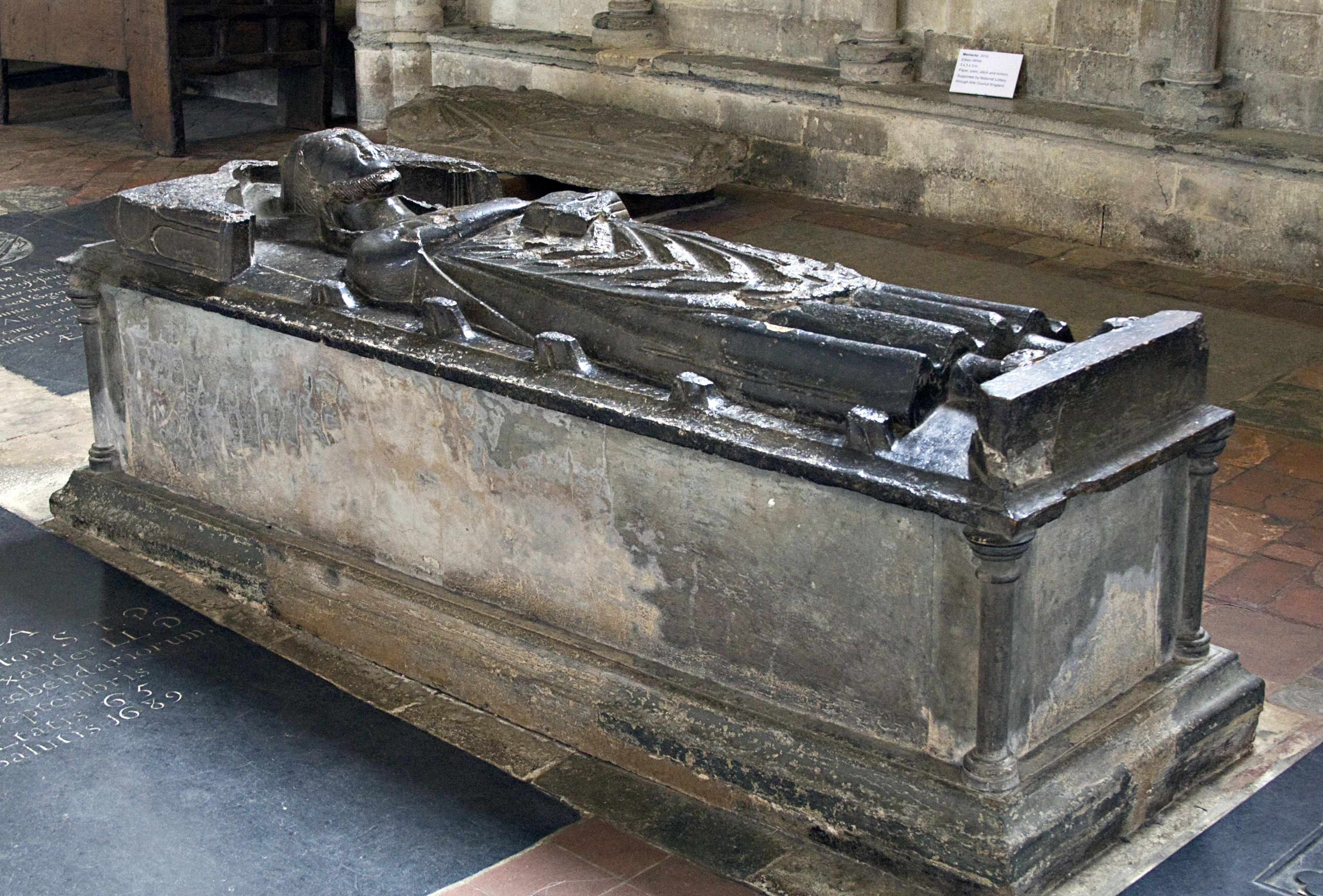
Гробница Пьера де Роша в Уинчестерском соборе